# Luigi Sampietri
Luigi Sampietri (Pontevico, 3 novembre 1804 – Brescia, 28 maggio 1858) è stato un pittore italiano.

## Biografia e opere
Appassionato al disegno e alla pittura fin dalla giovinezza, fu autodidatta e si formò 
frequentando gli artisti del momento, in particolare il caposcuola del Romanticismo
Francesco Hayez, a Milano, da cui fu assai influenzato.
Fu soprattutto abile ritrattista e, come scrisse Stefano Fenaroli, dotato di "un distinto
genio pittorico, ma si bramò che un tale genio venisse perfezionato nello studio di buoni maestri".
Non frequentò l'Accademia di Brera ma vi espose più volte negli anni tra il 1834 e il 1840.
Dal 1830 al 1847 presentò con regolarità le sue opere alle mostre annuali
dell'Ateneo di Brescia, tra queste si ricordano soprattutto:
- Le ultime ore di Missolungi, grandiosa tela presentata nel 1837[2], replicata con varianti nel 1844[3],
- Pia de' Tolomei nel 1839[4], replicata nel 1845[5],
- Sacra famiglia in più versioni (1839, 1844 e 1845) e altre opere di tipo religioso,
- vari ritratti, particolarmente nel 1831 (5 ritratti)[6], 1832 (11 ritratti)[7] e 1847[8].

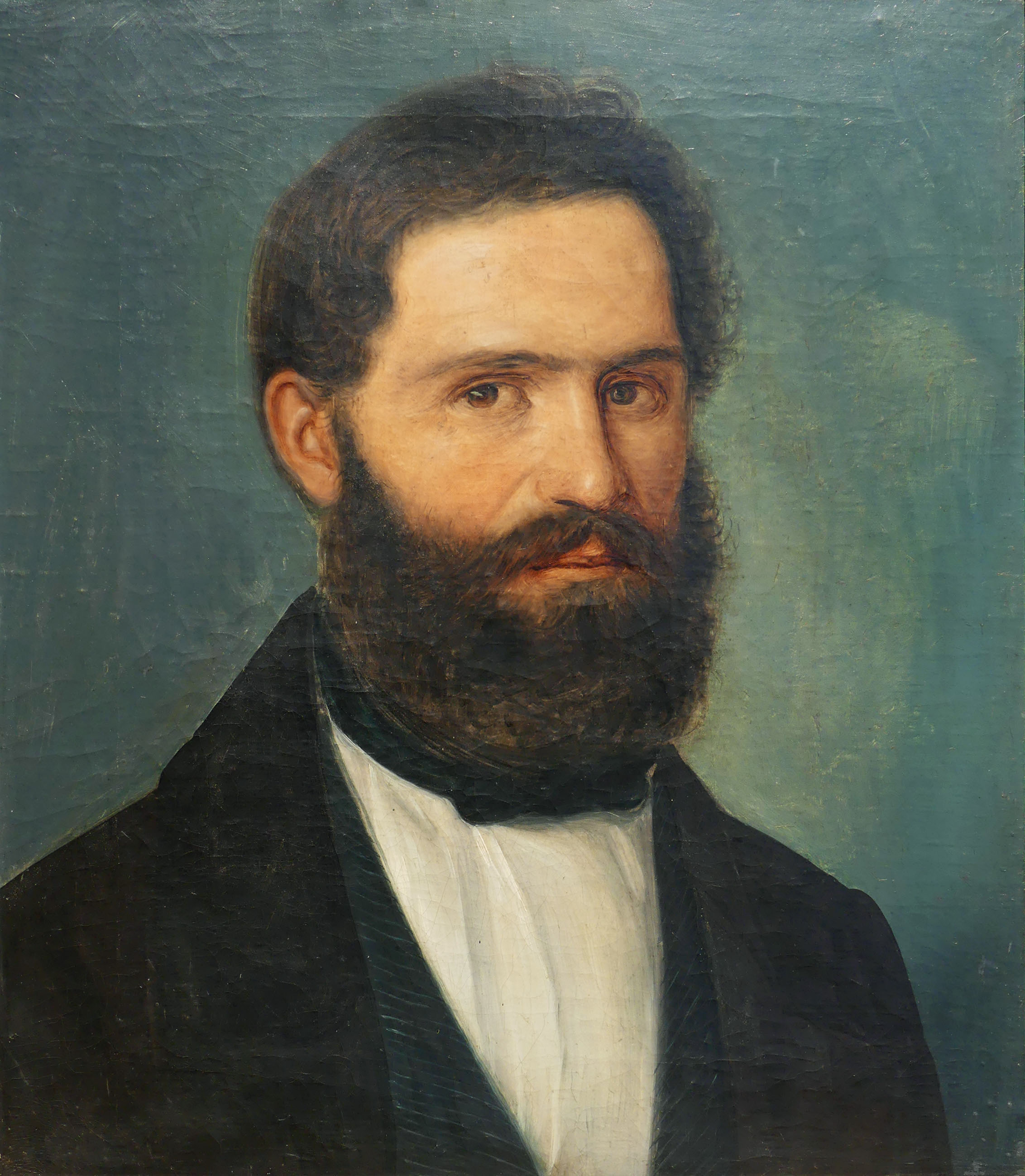
Ritratto di Pietro Filippini (1846)

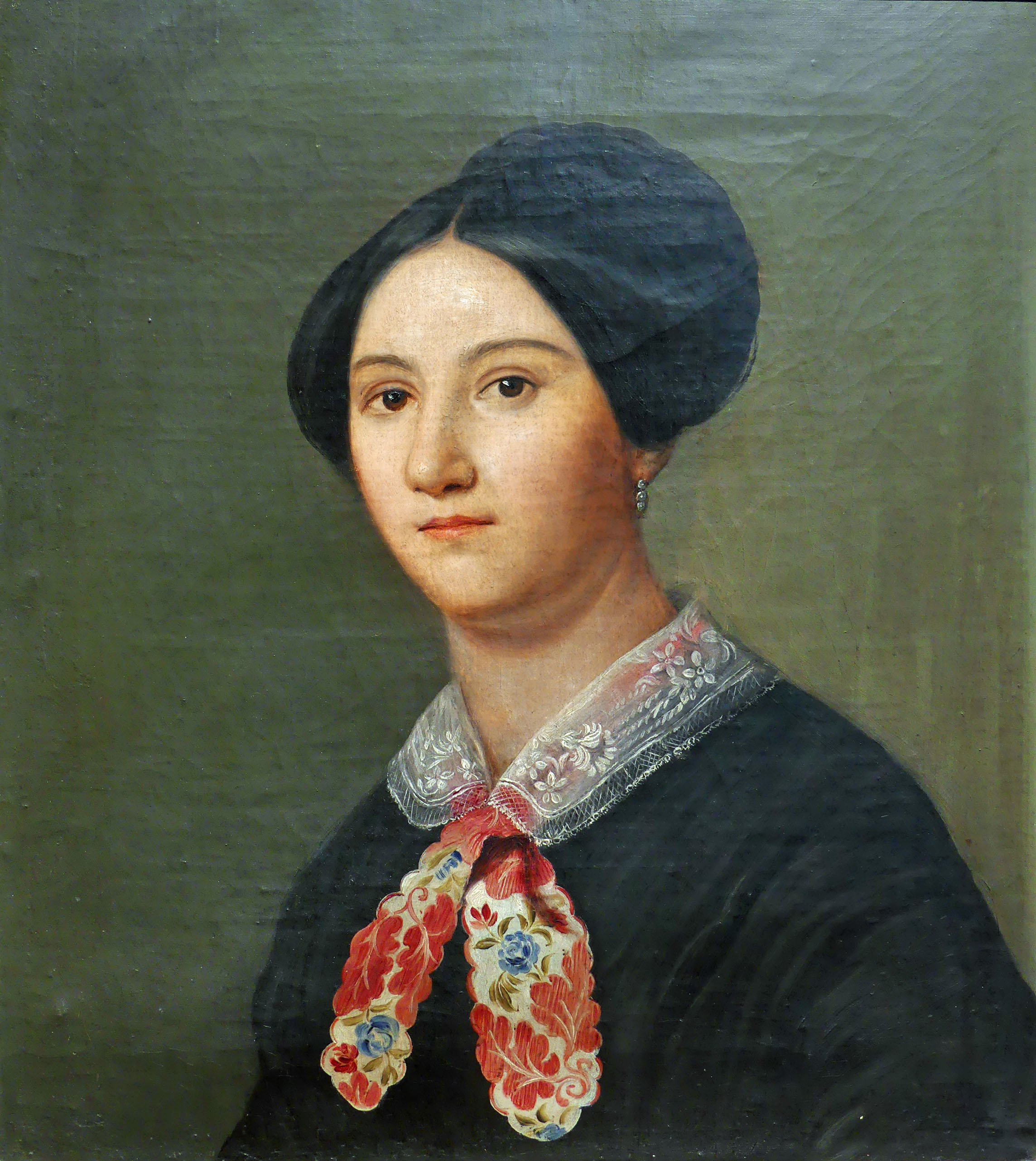
Ritratto di Domitilla Pedeni (1852)

Nell'Esposizione Bresciana del 1857 furono presentate tredici sue opere e tra queste ancora
Le ultime ore di Missolungi, premiata con medaglia di bronzo.
L'anno successivo 1858 si spense a Brescia dopo lunga malattia
.
Nell'Esposizione Bresciana dell'Ateneo del 1878 fu ricordato con un suo ritratto. 
Nella "Mostra della pittura bresciana dell'Ottocento", organizzata dal Comune di Brescia nel 1935,
furono esposti il suo Autoritratto, un Ritratto di frate, e Ritratto della sig. Maddalena Zuccari
.
Presso i Musei Civici di Brescia sono attualmente conservati due ritratti di frati francescani dipinti
tra il 1830 e il 1835, una miniatura su avorio, e in particolare il suo Autoritratto del 1842,
donato dall'autore ed esposto in passato alla Pinacoteca Tosio Martinengo.

Vari suoi ritratti sono presenti in collezioni private di famiglie bresciane.
Nelle chiese del bresciano sono presenti le seguenti sue opere:
- Pontevico, nella chiesa abbaziale del suo paese di origine, la Madonna del Castello del 1854, dipinta ad olio direttamente sulla parete della terza cappella di destra,
- Brescia, nella chiesa di S.Francesco d'Assisi (terza cappella sinistra), L'angelo indica la perfezione a S.Antonio abate, del 1834,
- Salò, nella chiesa di S.Filippo Neri, un affresco,
- Travagliato, nella sacrestia della chiesa parrocchiale, S.Filippo Neri tra i fanciulli, forse del 1831.